# Carl Linné
Carl von Linné (Råshult/Småland, 23. svibnja 1707. – Uppsala, 10. siječnja 1778.) švedski je botaničar i liječnik.
Osnivač i prvi predsjednik švedske Akademije znanosti i prirodnjačkoga muzeja. Linné je jedan od najvećih deskriptivnih botaničara svih vremena. Stvorio je osnovu botaničke nomenklature, uvevši binarnu nomenklaturu, tako da svaka biljka ima dva imena – roda i vrste (latinsko dvoimeno nazivlje). Linnéov sustav biljaka održao se do našega doba. Njegov sustav imenovanja primjenjuje se i na životinje.
Linné je poznat kao otac suvremene taksonomije, a smatra se i jednim od začetnika ekologije.
U biologiji se rabi kratica L. kad se citira botaničko ime.